# Comuna Bătrâna, Hunedoara
Bătrâna (în maghiară: Batrina, în germană: Altendorf) este o comună în județul Hunedoara, Transilvania, România, formată din satele Bătrâna (reședința), Fața Roșie, Piatra și Răchițaua.

## Demografie
Componența etnică a comunei Bătrâna
     Români (87,5%)
     Alte etnii (0%)
     Necunoscută (12,5%)
Componența confesională a comunei Bătrâna
     Ortodocși (78,41%)
     Penticostali (5,68%)
     Baptiști (3,41%)
     Alte religii (0%)
     Necunoscută (12,5%)
Conform recensământului efectuat în 2021, populația comunei Bătrâna se ridică la 88 de locuitori, în scădere față de recensământul anterior din 2011, când fuseseră înregistrați 127 de locuitori. Majoritatea locuitorilor sunt români (87,5%), iar pentru 12,5% nu se cunoaște apartenența etnică. Din punct de vedere confesional, majoritatea locuitorilor sunt ortodocși (78,41%), cu minorități de penticostali (5,68%) și baptiști (3,41%), iar pentru 12,5% nu se cunoaște apartenența confesională.

## Politică și administrație
Comuna Bătrâna este administrată de un primar și un consiliu local compus din 9 consilieri. Primarul, Ciprian-Sergiu Pascotesc[*], de la Partidul Social Democrat, este în funcție din 1 noiembrie 2024. Începând cu alegerile locale din 2024, consiliul local are următoarea componență pe partide politice:
|  | Partid                   | Consilieri | Componența Consiliului | Componența Consiliului | Componența Consiliului | Componența Consiliului | Componența Consiliului | Componența Consiliului | Componența Consiliului | Componența Consiliului | Componența Consiliului |
|  | ------------------------ | ---------- | ---------------------- | ---------------------- | ---------------------- | ---------------------- | ---------------------- | ---------------------- | ---------------------- | ---------------------- | ---------------------- |
|  | Partidul Social Democrat | 9          |                        |                        |                        |                        |                        |                        |                        |                        |                        |

La alegerile din 2024, locuitorii comunei Bătrâna nu vor putea să își aleagă administrația locală deoarece populația comunei este de numai 85 de locuitori, iar un candidații la alegerile locale au nevoie de minimum 100 de semnături. 

## Atracții turistice
- Biserica de lemn "Cuvioasa Paraschiva" construită în anul 1780
- Rezervația naturală "Codrii seculari" (139,3 ha)